# مقاطعة ألاماكي (آيوا)
مقاطعة ألاماكي (بالإنجليزية: Allamakee County)‏ هي إحدى مقاطعات ولاية آيوا في الولايات المتحدة الأمريكية.